# Arian Moayed
Arian Moayed (Teheran, 15 aprile 1980) è un attore e regista teatrale iraniano naturalizzato statunitense.

## Biografia
Moayed è nato a Teheran, in Iran. Suo padre è un banchiere di professione. I suoi genitori emigrarono dall'Iran nel 1986. La famiglia si stabilì a Glenview, Illinois, un sobborgo di Chicago, quando Moayed aveva cinque anni. Parla persiano.
Si è laureato alla Glenbrook South High School nel 1998. Ha poi conseguito la laurea presso l'Università dell'Indiana nel 2002. Durante il college, è apparso in opere teatrali di Samuel Beckett, Carlo Goldoni e William Shakespeare.
Si è trasferito a Manhattan dopo il college. Nel 2002, Moayed e il regista Tom Ridgely, compagno di stanza di Moayed, hanno co-fondato la Waterwell, una compagnia teatrale, educativa e cinematografica con sede a New York.
Ha interpretato il personaggio di Musa nell'opera teatrale Una tigre del Bengala allo zoo di Baghdad, al fianco di Robin Williams. Moayed ha ricevuto una nomination al Tony Award come miglior attore non protagonista in un'opera teatrale per la sua interpretazione di Musa al 65º Tony Awards nel 2011. Ha anche ricevuto delle nomination al Drama League Award e Theatre World Award.
Come regista e sceneggiatore, ha scritto e diretto il suo primo cortometraggio Overdue, presentato in anteprima al Cinequest Film Festival e pubblicato sul sito web The Business of Being Born. Il suo secondo film, Day Ten, con protagonista Omar Metwally, racconta i giorni successivi all'11 settembre 2001, in anteprima al Tribeca Festival.
Nel 2016, ha interpretato Babur, uno dei due personaggi di Guards at the Taj, un'opera scritta da Rajiv Joseph, insieme a Omar Metwally. Per la sua interpretazione, ha ricevuto un Obie Award nel 2016 presentato dall'American Theatre Wing e The Village Voice.
Nel 2017, interpreta Richard Saad in The Humans di Stephen Karam, andato in scena al Roundabout Theatre off-Broadway, all'Helen Hayes Theater e al Gerald Schoenfeld Theatre a Broadway, nonché all'Hampstead Theatre a Londra. La produzione, diretta da Joe Mantello e prodotta da Scott Rudin, ha vinto un Tony Award alla migliore opera teatrale e Moayed vinse un Drama Desk Award.
Dal 2018 al 2023, interpreta il ruolo di Stewy Hosseini nella serie Succession della HBO, per il quale ha ricevuto nomination per un Primetime Emmy Award come miglior attore ospite in una serie drammatica nel 2022 e nel 2023.

### Waterwell
Waterwell si basa su un approccio sociale consapevole e civico al teatro, all'istruzione e al cinema. La missione di Waterwell afferma: "consente al pubblico di cambiare la propria vita e il mondo in cui vive". 
In qualità di co-fondatore di Waterwell, Moayed ha contribuito a ideare oltre una dozzina di produzioni originali, tra cui più recentemente un Amleto in doppia lingua (dove interpreta il protagonista) acclamato dalla critica. Sempre con Waterwell, ha prodotto un musical di guerra chiamato Blueprint Specials, prodotto a bordo dell'Intrepid con un cast di veterani.
Con la Waterwell Films, ha scritto e diretto The Accidental Wolf, nominato agli Emmy e ai Webby Award, una serie di cortometraggi premium con Kelli O'Hara, Laurie Metcalf, Denis O'Hare, Brandon Dirden, Ben McKenzie, Judith Ivey, Reed Birney, Marsha Stephanie Blake e un cast di oltre 70 nomination ai Tony Award sulla propria piattaforma, theaccidentalwolf.com.

## Vita privata
Vive a New York City con sua moglie, Krissy Shields, e due figlie.
Nell'ottobre 2023, ha firmato la Artists4Ceasefire, una lettera aperta a Joe Biden, chiedendo un cessate il fuoco del bombardamento israeliano di Gaza.

## Filmografia parziale

### Cinema
- Appropriate Behavior, regia di Desiree Akhavan (2014)
- Rosewater, regia di Jon Stewart (2014)
- The Rumperbutts, regia di Marc Brener (2015)
- Rock the Kasbah, regia di Barry Levinson (2015)
- Abe, regia di Fernando Grostein Andrade (2019)
- Spider-Man: No Way Home, regia di Jon Watts (2021)
- A dire il vero (You Hurt My Feelings), regia di Nicole Holofcener (2023)
- Retribution, regia di Nimród Antal (2023)
- House of Spoils - Il sapore del male (House of Spoils), regia di Bridget Savage Cole e Danielle Krudi (2024)
- Fountain of Youth - L'eterna giovinezza (Fountain of Youth), regia di Guy Ritchie (2025)

### Televisione
- Late Night with Conan O'Brien – serie TV, 3 episodi (2003-2004)
- Law & Order: Criminal Intent – serie TV, 2 episodi (2004-2010)
- Law & Order - I due volti della giustizia (Law & Order) – serie TV, un episodio (2005)
- Six Degrees - Sei gradi di separazione (Six Degrees) – serie TV, un episodio (2006)
- Law & Order - Unità vittime speciali (Law & Order: Special Victims Unit) – serie TV, un episodio (2007)
- White Collar – serie TV, un episodio (2009)
- The Following – serie TV, 2 episodi (2013)
- Believe – serie TV, 7 episodi (2014)
- The Blacklist – serie TV, un episodio (2015)
- Elementary – serie TV, un episodio (2015)
- Mr. Mercedes – serie TV, episodio pilota (2017)
- Madam Secretary – serie TV, 11 episodi (2017-2019)
- Succession – serie TV, 25 episodi (2018-2023)
- Love Life – serie TV, 6 episodi (2021)
- Inventing Anna – serie TV, 9 episodi (2022)
- Ms. Marvel – serie TV, 3 episodi (2022)
- Elsbeth – serie TV, un episodio (2024)
- Wonder Man – miniserie TV (2025)

## Riconoscimenti
- Drama Desk Award
  - 2008 – Candidatura al miglior attore protagonista in un'opera teatrale per Masked.
  - 2016 – Miglior cast per The Humans
  - 2023 – Candidatura alla miglior performance in un'opera teatrale per Casa di bambola.
- Drama League Award
  - 2023 – Candidatura alle illustre performance per Casa di bambola.[5]
- Hollywood Critics Association Award
  - 2023 – Candidatura al miglior attore ospite in una serie drammatica per Succession.
- Primetime Emmy Award
  - 2022 – Candidatura al miglior attore ospite in una serie drammatica per Succession.[6]
  - 2023 – Candidatura al miglior attore ospite in una serie drammatica per Succession.[7]
- Screen Actors Guild Award
  - 2024 – Miglior cast in una serie drammatica per Succession.[8]
- Tony Award
  - 2011 – Candidatura al miglior attore non protagonista in un'opera teatrale per Una tigre del Bengala allo zoo di Baghdad.[9]
  - 2023 – Candidatura al miglior attore non protagonista in un'opera teatrale per Casa di bambola.[10]

## Doppiatori italiani
Nelle versioni in italiano delle opere in cui ha recitato, Arian Moayed è stato doppiato da:
- Simone D'Andrea in Law & Order: Criminal Intent (ep. 4x07), House of Spoils - Il sapore del male
- Gabriele Sabatini in Succession, Fountain of Youth - L'eterna giovinezza
- Luca Ghignone in Law & Order: Criminal Intent (ep. 9x05)
- Marco Baroni in White Collar
- Sacha Pilara in Believe
- Nanni Baldini in Rock the Kasbah
- Massimo Triggiani in Abe
- Raffaele Carpentieri in Inventing Anna
- Alessandro Rigotti in Ms. Marvel
- Paolo Vivio in A dire il vero
- Emanuele Ruzza in Retribution